# La Forêt privée
La Forêt privée est une revue bimestrielle française d’information spécialisée sur la forêt privée, fondée en 1958.

## Histoire
La Forêt privée est une revue bimestrielle française d’informations spécialisées de la filière bois qui traite essentiellement de la forêt privée, fondée en 1958 par Charles Chavet, expert forestier, puis repris par ses fils Pierre et Michel Chavet,.
Le magazine est racheté par la société Le Bois National, propriétaire des magazines intitulés Le Bois International.
L'édition de novembre-décembre 2018 rappelle son historique à l'occasion de son 60e anniversaire.

## Description
La volonté est de partager les expériences des gestions de forêts au niveau européen,. Les cibles sont les propriétaires forestiers mais aussi les professionnels de la filière ou encore les étudiants. Les sujets concernent les nouvelles techniques, l'amélioration de la sylviculture et de la foresterie et des débouchés du bois.
Au fur et à mesure des années, les sujets se développent sur les marchés, la technologie, la recherche mais aussi l'action humaine et sur le climat.
Le Centre national de la propriété forestière inclut cet ouvrage en document de référence au niveau des instances gouvernementales françaises.